# Superkritisk strömning
Superkritisk kanalströmning, även benämnt stråkande eller snabbflytande kanalströmning kallas det strömningsförhållande som råder i vattendrag vid brant lutning, till exempel forsar och vattenfall.

## Definition
Definitionsmässigt inträder superkritisk strömning när Froudes tal överstiger 1. Då blir vattnets medelhastighet större än våghastigheten, vilket innebär att eventuella strömningsstörningar fortplantas nerströms. Det verkliga vattendjupet i en given längdsektion bestäms alltså av strömningsförhållandena uppströms denna längdsektion. Då är också bottenlutningen stark i vattendraget.